# Francisco Sosa Wagner

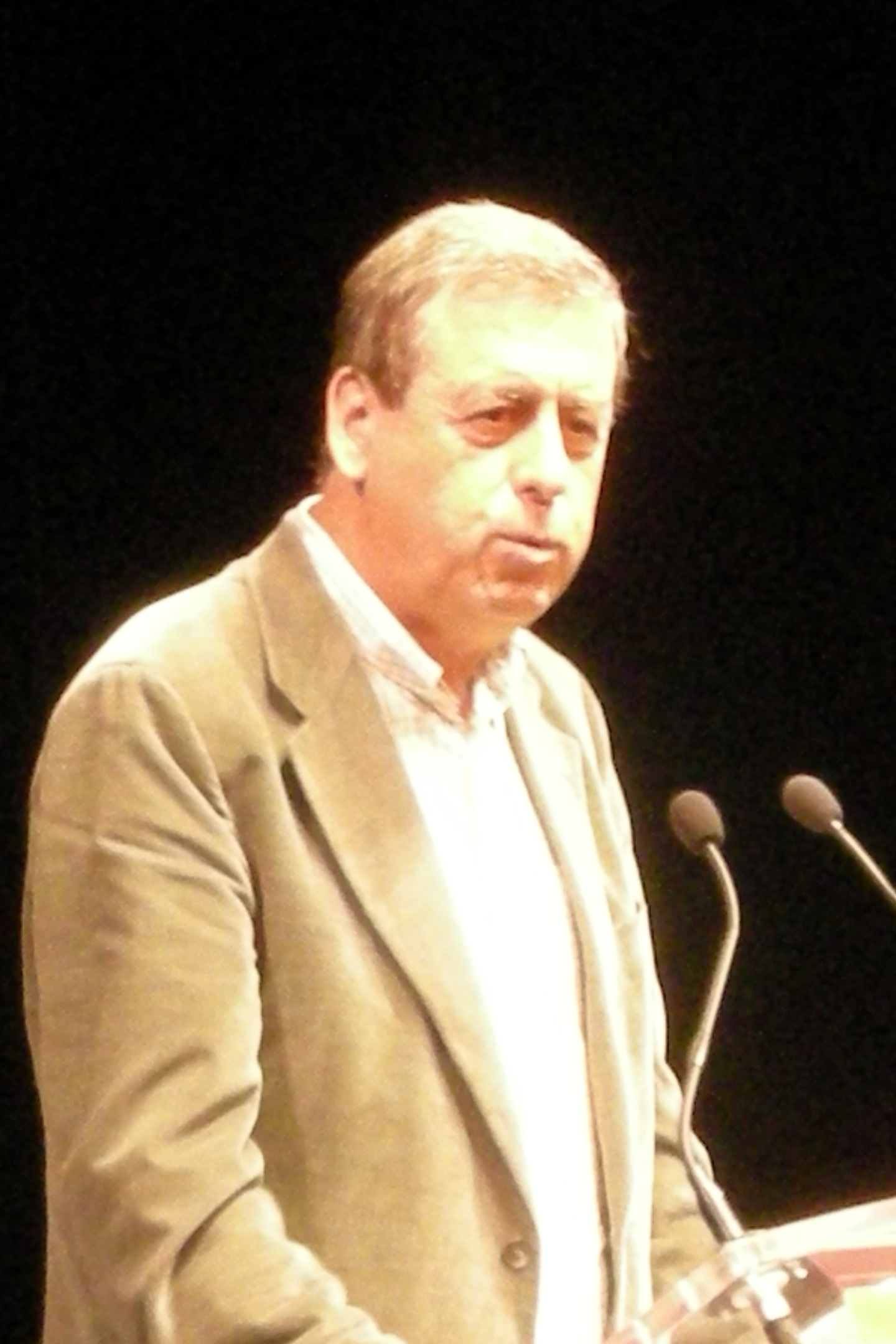
Francisco Sosa Wagner

Francisco Sosa Wagner (* 1946 in Al-Hoceima) ist ein spanischer Jurist und Schriftsteller. Bei der Europawahl in Spanien 2009 wurde er als Spitzenkandidat der Partei Unión Progreso y Democracia in das Europäische Parlament gewählt.

## Leben
Der Sohn eines Zivilarztes verbrachte seine Kindheit in Melilla, bis sich die Familie 1957 aufgrund der Unabhängigkeit Marokkos in Valencia niederließ. In dieser Stadt begann er sein Jurastudium, wo er 1971 nach Forschungsaufenthalten in Tübingen und in Rom promovierte. Seine akademische Laufbahn initiierte er als Assistent der Professoren Eduardo García de Enterría in Madrid und Ramón Martín Mateo in Bilbao. 1976 wurde er Professor an der Universität Oviedo. Bereits vor der Transition in Spanien fing er an, sich politisch zu engagieren und wurde so Mitglied der Sozialistischen Volkspartei (Partido Socialista Popular).
1981 wurde er Mitglied der Sachverständigenkommission, deren Vorsitz Eduardo García de Enterría innehatte, und deren Aufgabe es wurde, die politische und verwaltungstechnische Dezentralisierung Spaniens zu entwerfen, die dann zur Bildung der Autonomen Regionen (comunidades autónomas) führen würde. Der Sieg der Spanischen Sozialistischen Arbeiterpartei (PSOE) bei den Generalwahlen im Jahre 1982 führte ihn zum Posten des Ministerialdirektors im Ministerium für Öffentliche Verwaltung, wo er zwischen 1982 und 1987 tätig war. Zu dieser Zeit nahm er auch an der Abfassung der Landesverfassung Asturiens teil. 
Seit den 80er Jahren ist er als Professor für Öffentliches Recht an der Universität León tätig, wo er unter anderem die Magisterarbeit von José Luis Rodríguez Zapatero über die Landesverfassung Castilla-Leóns zu begutachten hatte. 
Nachdem er seit Jahren der aktiven Politik ferngeblieben war, nahm er 2007 an verschiedenen Veranstaltungen der in Katalonien neugegründeten Partei Ciutadans de Catalunya teil. Am 2. Juni 2008 wurde seine Kandidatur für das Europa-Parlament in der Liste der Unión Progreso y Democracia bekanntgegeben, um dann am 7. Juni 2009 als einziger Kandidat dieser Partei ins Europa-Parlament gewählt zu werden. Zurzeit gehört er der Fraktionslosen im Europa-Parlament an und ist Mitglied im Ausschuss für Industrie, Forschung und Energie. 
Im Oktober 2008 wurde er in die Internationale Akademie für vergleichendes Recht aufgenommen.

## Werke
Seine zahlreichen Publikationen behandeln verschiedene Aspekte des öffentlichen Rechts und der europäischen Geschichte. Er hat auch mehrere Romane und Essays veröffentlicht, darunter zwei Bände über die wichtigsten Lehrer des deutschen öffentlichen Rechts, so wie eine Reise durch das öffentliche Recht des deutschen 19. und 20. Jahrhunderts. Mit seinem Sohn, Igor Sosa Mayor, hat er Der fragmentierte Staat. Österreich-Ungarisches Modell und die Erscheinung des Nationalismus in Spanien publiziert.
- Maestros alemanes del derecho público. Madrid : Marcial Pons, Ed. Jurídicas y Sociales, 2005.
- El estado fragmentado (modelo austro-húngaro y brote de naciones en España), Madrid, Trotta, 2006, ISBN   	84-8164-886-8.
- Carl Schmitt y Ernst Forsthoff : coincidencias y confidencias. Madrid : Barcelona, Marcial Pons, Ediciones Jurídicas y Sociales, 2008.[1]
- Posada Herrera actor y testigo del siglo XIX. ISBN 84-87028-88-8.